# 부주동
부주동(浮珠洞)은 2012년 1월 25일에 신설된 전라남도 목포시의 행정동이다.

## 개요
남악신도시 옥암지구(옥암동)에 인구가 많아지자 시는 옥암동에서 옥암지구를 분리하고 부주동을 신설했다. 부주동은 과거 부주두 마을이 영산강 하구변에 자리잡고 있어서 인근의 섬과 산들이 구슬같이 아름답게 떠보인다고 하여 마을 이름을 부주두라 불렀던 것에서 유래되었다.

## 연혁
- 2011년 12월 26일 「목포시 행정동 설치 및 동장 정수조례」 개정, 옥암동과 부흥동에서 분동
- 2012년 1월 25일  개청 및 업무개시